# الموريتانية للطيران
الموريتانية للطيران هي شركة الطيران الوطنية بموريتانيا، يقع مقرها بالعاصمة نواكشوط، وهي شركة طيران حديثة أنشئت في عام 2010، وتعتبر بمثابة أول شركة طيران تمتلكها الحكومة الموريتانية بالكامل وتسعى الشركة للإستحواذ على النقل من وإلى مطار نواكشوط أم التونسي الدولي نحو الدُول المجاورة بعد الفراغ الذي تبع إفلاس شركة موريتانيا للطيران، كما تسعى الموريتانية للطيران لتطوير مطار نواكشوط الجديد، وتعتبر الشركة الناشئة من أهم الناقلات في غرب إفريقيا.

## تاريخ
2010: بدأت الشركة عملها بعد توقف شركة موريتانيا للطيران عن العمل بسبب إفلاسها.
2014: إضافة طائرة جديدة للأسطول من نوع إمبراير إي آر جيه 145.
2016: طائرة جديدة مرقمة 5T-CLE من طراز بوينغ 737-800 تنظم للأسطول.
2018: تغيير اسم الشركة من الموريتانية الدولية للطيران إلى الموريتانية للطيران.
2019: دخول طائرتين من طراز إمبراير إي 175 لأسطول الشركة. وفي نفس السنة أعلنت الموريتانية للطيران عن تشغييل رحلات جوية إلى مطار النعمة.

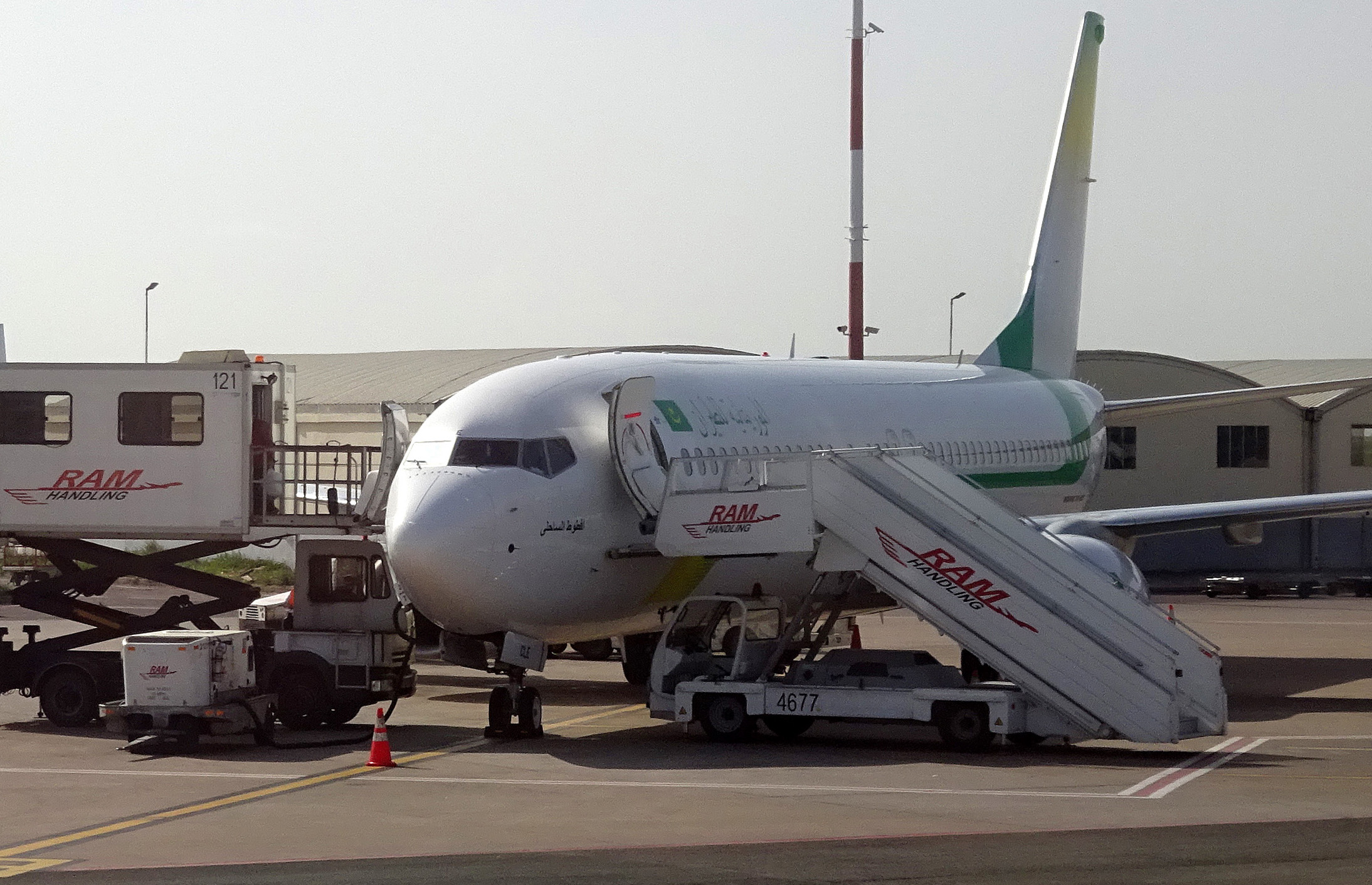
الموريتانية للطيران

## الأسطول

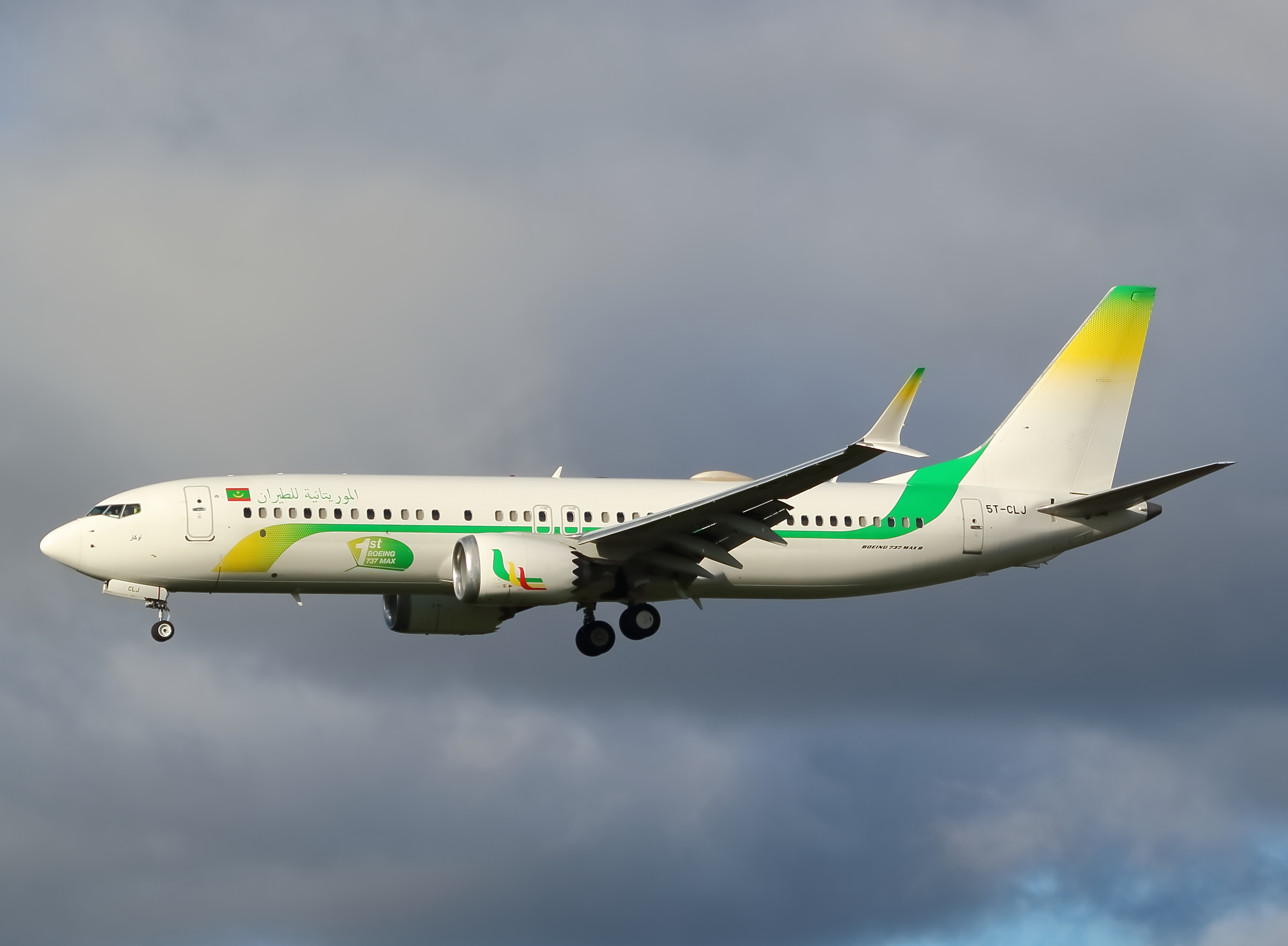

| نوع الطائرة           | في الخدمة | الترقيم       |
| --------------------- | --------- | ------------- |
| إمبراير إي آر جيه 145 | 1         | 5T-CLD        |
| إمبراير إي 175        | 2         | 5T-CLL 5T-CLO |
| بوينغ 737-700         | 1         | 5T-CLC        |
| بوينغ 737-800         | 1         | 5T-CLE        |
| بوينغ 737 ماكس 8      | 1         | 5T-CLJ        |
| المجموع               | 6         |               |

## الوجهات
| المطار  | الوجهات |
| ------- | --- |
| نواكشوط | نواذيبو - ازويرات - النعمة - الدار البيضاء - تونس - لاس بالماس - أبيدجان - كوناكري - داكار - باماكو - كوتونو - ليبرفيل - بوانت نوار - برازافيل-المدينة المنورة |
| نواذيبو | نواكشوط - ازويرات - لاس بالماس |